# Xã Portage, Quận Wood, Ohio
Xã Portage (tiếng Anh: Portage Township) là một xã thuộc quận Wood, tiểu bang Ohio, Hoa Kỳ. Năm 2010, dân số của xã này là 1.614 người.